# مانويل ليون
مانويل ليون (بالإسبانية: Manuel León)‏ (23 سبتمبر 1987 بغواتيمالا في غواتيمالا - ) هو لاعب كرة قدم غواتيمالي في مركز الوسط. لعب مع ديبورتيفو بيتابا.

## وصلات خارجية
- مانويل ليون على موقع قاعدة بيانات كرة القدم.إي يو (الإنجليزية)
- مانويل ليون على موقع ناشيونال فوتبول تيمز (الإنجليزية)
- مانويل ليون على موقع Soccerway.com (الإنجليزية)